# 葉兆輝

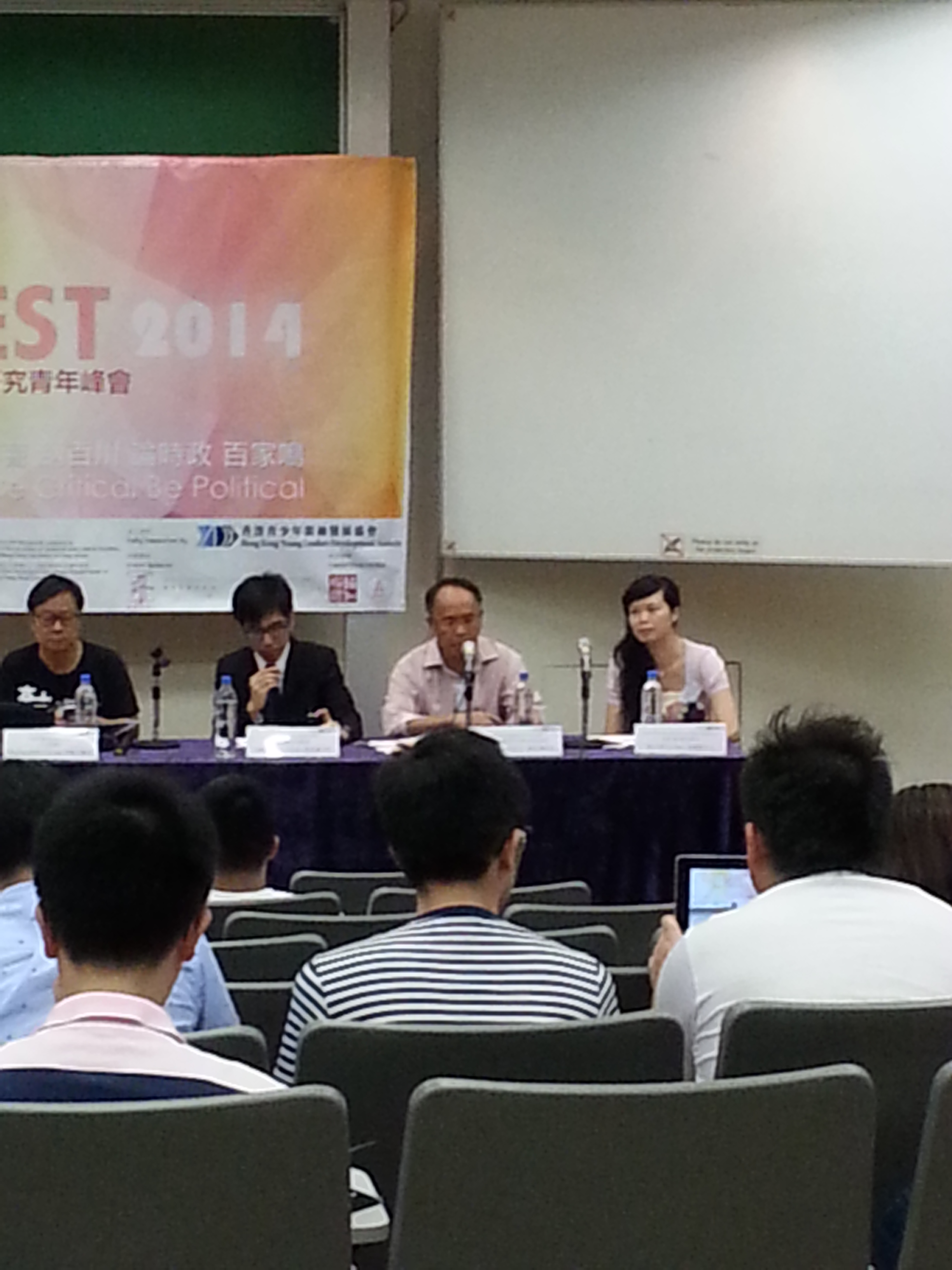
葉兆輝在香港大學的研討會上

葉兆輝，MH﹙YIP Siu Fai, Paul﹚，香港大學社會工作及社會行政學系人口健康講座教授，香港著名社會學者。主要研究範圍為人口政策、防止自殺、精神健康等等，目前也擔任香港大學防止自殺研究中心總監。

## 簡歷
早年就讀建德公立學校、墨爾本大學和拉籌伯大學，並且獲得博士學位。
葉教授曾擔任國際防止自殺協會(International Association of Suicide Prevention) 副會長 (2009-2013)及香港特別行政區中央政策組非全職顧問(2009-2011; 2013-2014)。葉教授的成就更被國際肯定，他在2011年獲得Stengel 研究大獎與及在2008年獲得澳洲La Trobe University傑出校友獎，以表揚其在公共健康上的研究上卓越成就。他亦分別在2011年獲得港大傑出研究生導師獎和2009年的傑出研究員獎。葉教授的主要研究題目是公共健康的研究，包括預防自殺、人口結構的轉型及計劃評估。
在2017年，葉教授因其在預防學生自殺的工作，獲特區政府頒授榮譽勳章。

## 七一遊行人數估算
葉教授其中一個研究範圍是統計學，自2003年以來，每年都為在 香港特别行政區成立紀念日時所舉辦的「七一」遊行進行人數統計，同時亦會發表一些關於遊行人數估算的學術研究文獻。
為了做出更精準的估計，2019年的「七一」遊行時，葉教授聯同美國得州州立大學地理學系鄒之喬副教授，以及C&R Wise AI （页面存档备份，存于） 公司合作，將人工智能和人手統計結合起來。人工智能團隊在遊行路線的兩個主要行人天橋上安裝了7台iPad，而攝像機旁邊亦有以傳統人手點算的義工，幫助驗證電腦的計算。葉教授並安排了一個團隊，對在場8000多名遊行人士進行了民調，以估計有多少人中途加入了遊行，從而幫助校對最終結果。最後，估算得出的結論是有26.5萬人參與了遊行，此數字亦與為香港民意研究所所得結果相近。
7月1日的示威活動前，葉教授和人工智能團隊花了數週時間訓練他們的程式，對人工智能系統進行訓練和微調，並測試出最佳拍攝角度。團隊亦趁6月16日香港再一次發生大規模抗議時，測試了系統的運行。這些測試協助了他們為人群中的障礙物和身體重疊等問題作好準備，並根據不同環境因素，如人流密度、人流速度和光線進行調整，加強了系統之準繩度。

## 主要論著
- 香港貧窮問題真相（香港：中華書局，2018年）
- Social unrest and the poverty problem in Hong Kong : growth imbalance and sustainable development (Singapore : Springer 2021)